# 2006-os Tour de France
A 2006-os Tour de France volt a 93. francia körverseny. 2006. július 1-je és július 23-a között rendezték. 20 szakaszt tartalmazott, valamivel több, mint 3639 km távolságot kellett megtenniük a versenyzőknek.

## Részt vevő csapatok
- Amerikai Egyesült Államok

Discovery Channel Pro Cycling Team
- Belgium

Quick Step
Davitamon-Lotto
- Dánia

Team CSC
- Franciaország

AG2R Prévoyance
Agritubel
Bouygues Télécom
Cofidis
Crédit Agricole
Française des Jeux
- Hollandia

Rabobank
- Németország

Gerolsteiner
Team Milram
T-Mobile Team
- Olaszország

Lampre-Fondital
Liquigas
- Spanyolország

Caisse d'Epargne
Euskaltel-Euskadi
Saunier Duval-Scott
- Svájc

Phonak

## Szakaszok

### Prológ -2007.július 1.:Strasbourg>Strasbourg, 7.1km (egyéni időfutam)
|    | Versenyző          | Csapat            | Idő    |
| -- | ------------------ | ----------------- | ------ |
| 1  | Thor Hushovd       | Crédit Agricole   | 8' 17" |
| 2  | George Hincapie    | Discovery Channel | s.t.   |
| 3  | David Zabriskie    | Team CSC          | + 4"   |
| 4  | Sebastian Lang     | Gerolsteiner      | + 4"   |
| 5  | Alejandro Valverde | Caisse d'Epargne  | + 4"   |
| 6  | Stuart O’Grady     | Team CSC          | + 4"   |
| 7  | Michael Rogers     | T-Mobile Team     | + 6"   |
| 8  | Paolo Savoldelli   | Discovery Channel | + 8"   |
| DQ | Floyd Landis       | Phonak            | + 9"   |
| 10 | Vlagyimir Karpec   | Caisse d'Epargne  | + 10"  |

|    | Versenyző          | Csapat            | Idő    |
| -- | ------------------ | ----------------- | ------ |
| 1  | Thor Hushovd       | Crédit Agricole   | 8' 17" |
| 2  | George Hincapie    | Discovery Channel | s.t.   |
| 3  | David Zabriskie    | Team CSC          | + 4"   |
| 4  | Sebastian Lang     | Gerolsteiner      | + 4"   |
| 5  | Alejandro Valverde | Caisse d'Epargne  | + 4"   |
| 6  | Stuart O’Grady     | Team CSC          | + 4"   |
| 7  | Michael Rogers     | T-Mobile Team     | + 6"   |
| 8  | Paolo Savoldelli   | Discovery Channel | + 8"   |
| DQ | Floyd Landis       | Phonak            | + 9"   |
| 10 | Vlagyimir Karpec   | Caisse d'Epargne  | + 10"  |

### 1. szakasz -2007.július 2.:Strasbourg>Strasbourg, 184.5km
|    | Versenyző       | Csapat             | Idő        |
| -- | --------------- | ------------------ | ---------- |
| 1  | Jimmy Casper    | Cofidis            | 4h 10' 00" |
| 2  | Robbie McEwen   | Davitamon-Lotto    | s.t.       |
| 3  | Erik Zabel      | Team Milram        | s.t.       |
| 4  | Daniele Bennati | Lampre-Fondital    | s.t.       |
| 5  | Luca Paolini    | Liquigas           | s.t.       |
| 6  | Isaac Gálvez    | Caisse d'Epargne   | s.t.       |
| 7  | Stuart O’Grady  | Team CSC           | s.t.       |
| 8  | Bernhard Eisel  | Française des Jeux | s.t.       |
| 9  | Thor Hushovd    | Crédit Agricole    | s.t.       |
| 10 | Óscar Freire    | Rabobank           | s.t.       |

|    | Versenyző          | Csapat             | Idő        |
| -- | ------------------ | ------------------ | ---------- |
| 1  | George Hincapie    | Discovery Channel  | 4h 18' 15" |
| 2  | Thor Hushovd       | Crédit Agricole    | + 2"       |
| 3  | David Zabriskie    | Team CSC           | + 6"       |
| 4  | Sebastian Lang     | Gerolsteiner       | + 6"       |
| 5  | Alejandro Valverde | Caisse d'Epargne   | + 6"       |
| 6  | Stuart O’Grady     | Team CSC           | + 6"       |
| 7  | Michael Rogers     | T-Mobile Team      | + 8"       |
| 8  | Paolo Savoldelli   | Discovery Channel  | + 10"      |
| DQ | Floyd Landis       | Phonak             | + 11"      |
| 10 | Benoît Vaugrenard  | Française des Jeux | + 11"      |

### 2. szakasz -2007.július 3.:Obernai>Esch-sur-Alzette, 228.5km
|    | Versenyző       | Csapat             | Idő        |
| -- | --------------- | ------------------ | ---------- |
| 1  | Robbie McEwen   | Davitamon-Lotto    | 5h 36' 14" |
| 2  | Tom Boonen      | Quick Step         | s.t.       |
| 3  | Thor Hushovd    | Crédit Agricole    | s.t.       |
| 4  | Óscar Freire    | Rabobank           | s.t.       |
| 5  | Daniele Bennati | Lampre-Fondital    | s.t.       |
| 6  | Luca Paolini    | Liquigas           | s.t.       |
| 7  | Stuart O’Grady  | Team CSC           | s.t.       |
| 8  | Bernhard Eisel  | Française des Jeux | s.t.       |
| 9  | Erik Zabel      | Team Milram        | s.t.       |
| 10 | Peter Wrolich   | Gerolsteiner       | s.t.       |

|    | Versenyző          | Csapat            | Idő        |
| -- | ------------------ | ----------------- | ---------- |
| 1  | Thor Hushovd       | Crédit Agricole   | 9h 54' 19" |
| 2  | Tom Boonen         | Quick Step        | + 5"       |
| 3  | Robbie McEwen      | Davitamon-Lotto   | + 8"       |
| 4  | George Hincapie    | Discovery Channel | + 10"      |
| 5  | David Zabriskie    | Team CSC          | + 16"      |
| 6  | Sebastian Lang     | Gerolsteiner      | + 16"      |
| 7  | Alejandro Valverde | Caisse d'Epargne  | + 16"      |
| 8  | Stuart O’Grady     | Team CSC          | + 16"      |
| 9  | Michael Rogers     | T-Mobile Team     | + 18"      |
| 10 | Paolo Savoldelli   | Discovery Channel | + 20"      |

### 3. szakasz -2007.július 4.:Esch-sur-Alzette>Valkenburg, 216.5km
|    | Versenyző        | Csapat          | Idő        |
| -- | ---------------- | --------------- | ---------- |
| 1  | Matthias Kessler | T-Mobile Team   | 4h 57' 54" |
| 2  | Michael Rogers   | T-Mobile Team   | + 5"       |
| 3  | Daniele Bennati  | Lampre-Fondital | + 5"       |
| 4  | Tom Boonen       | Quick Step      | + 5"       |
| 5  | Erik Zabel       | Team Milram     | + 5"       |
| 6  | Luca Paolini     | Liquigas        | + 5"       |
| 7  | Óscar Freire     | Rabobank        | + 5"       |
| 8  | Eddy Mazzoleni   | T-Mobile Team   | + 5"       |
| 9  | Georg Totschnig  | Gerolsteiner    | + 5"       |
| 10 | Fabian Wegmann   | Gerolsteiner    | + 5"       |

|    | Versenyző        | Csapat            | Idő         |
| -- | ---------------- | ----------------- | ----------- |
| 1  | Tom Boonen       | Quick Step        | 14h 52' 23" |
| 2  | Michael Rogers   | T-Mobile Team     | + 1"        |
| 3  | George Hincapie  | Discovery Channel | + 5"        |
| 4  | Thor Hushovd     | Crédit Agricole   | + 10"       |
| 5  | Paolo Savoldelli | Discovery Channel | + 15"       |
| 6  | Daniele Bennati  | Lampre-Fondital   | + 15"       |
| DQ | Floyd Landis     | Phonak            | + 16"       |
| 8  | Vlagyimir Karpec | Caisse d'Epargne  | + 17"       |
| 9  | Serhiy Honchar   | T-Mobile Team     | + 17"       |
| 10 | Matthias Kessler | T-Mobile Team     | + 17"       |

### 4. szakasz -2007.július 5.:Huy>Saint-Quentin, 207km
|    | Versenyző         | Csapat              | Idő        |
| -- | ----------------- | ------------------- | ---------- |
| 1  | Robbie McEwen     | Davitamon-Lotto     | 4h 59' 50" |
| 2  | Isaac Gálvez      | Caisse d'Epargne    | s.t.       |
| 3  | Óscar Freire      | Rabobank            | s.t.       |
| 4  | Tom Boonen        | Quick Step          | s.t.       |
| 5  | David Kopp        | Gerolsteiner        | s.t.       |
| 6  | Daniele Bennati   | Lampre-Fondital     | s.t.       |
| 7  | Francisco Ventoso | Saunier Duval-Scott | s.t.       |
| 8  | Michael Albasini  | Liquigas            | s.t.       |
| 9  | Bernhard Eisel    | Française des Jeux  | s.t.       |
| 10 | Jimmy Casper      | Cofidis             | s.t.       |

|    | Versenyző        | Csapat            | Idő         |
| -- | ---------------- | ----------------- | ----------- |
| 1  | Tom Boonen       | Quick Step        | 19h 52' 13" |
| 2  | Michael Rogers   | T-Mobile Team     | + 1"        |
| 3  | George Hincapie  | Discovery Channel | + 5"        |
| 4  | Thor Hushovd     | Crédit Agricole   | + 7"        |
| 5  | Egoi Martínez    | Discovery Channel | + 10"       |
| 6  | Robbie McEwen    | Davitamon-Lotto   | + 12"       |
| 7  | Paolo Savoldelli | Discovery Channel | + 15"       |
| 8  | Daniele Bennati  | Lampre-Fondital   | + 15"       |
| DQ | Floyd Landis     | Phonak            | + 16"       |
| 10 | Vlagyimir Karpec | Caisse d'Epargne  | + 17"       |

### 5. szakasz -2007.július 6.:Beauvais>Caen, 225km
|    | Versenyző         | Csapat              | Idő        |
| -- | ----------------- | ------------------- | ---------- |
| 1  | Óscar Freire      | Rabobank            | 5h 18' 50" |
| 2  | Tom Boonen        | Quick Step          | s.t.       |
| 3  | Iñaki Isasi       | Euskaltel-Euskadi   | s.t.       |
| 4  | David Kopp        | Gerolsteiner        | s.t.       |
| 5  | Robbie McEwen     | Davitamon-Lotto     | s.t.       |
| 6  | Alessandro Ballan | Lampre-Fondital     | s.t.       |
| 7  | Thor Hushovd      | Crédit Agricole     | s.t.       |
| 8  | Francisco Ventoso | Saunier Duval-Scott | s.t.       |
| 9  | Erik Zabel        | Team Milram         | s.t.       |
| 10 | Bernhard Eisel    | Française des Jeux  | s.t.       |

|    | Versenyző        | Csapat            | Idő         |
| -- | ---------------- | ----------------- | ----------- |
| 1  | Tom Boonen       | Quick Step        | 24h 10' 51" |
| 2  | Michael Rogers   | T-Mobile Team     | + 13"       |
| 3  | Óscar Freire     | Rabobank          | + 17"       |
| 4  | George Hincapie  | Discovery Channel | + 17"       |
| 5  | Thor Hushovd     | Crédit Agricole   | + 19"       |
| 6  | Robbie McEwen    | Davitamon-Lotto   | + 24"       |
| 7  | Paolo Savoldelli | Discovery Channel | + 27"       |
| DQ | Floyd Landis     | Phonak            | + 28"       |
| 9  | Vlagyimir Karpec | Caisse d'Epargne  | + 29"       |
| 10 | Serhiy Honchar   | T-Mobile Team     | + 29"       |

### 6. szakasz -2007.július 7.:Lisieux>Vitré, 189km
|    | Versenyző       | Csapat             | Idő        |
| -- | --------------- | ------------------ | ---------- |
| 1  | Robbie McEwen   | Davitamon-Lotto    | 4h 10' 17" |
| 2  | Daniele Bennati | Lampre-Fondital    | s.t.       |
| 3  | Tom Boonen      | Quick Step         | s.t.       |
| 4  | Bernhard Eisel  | Française des Jeux | s.t.       |
| 5  | Thor Hushovd    | Crédit Agricole    | s.t.       |
| 6  | Óscar Freire    | Rabobank           | s.t.       |
| 7  | Erik Zabel      | Team Milram        | s.t.       |
| 8  | Luca Paolini    | Liquigas           | s.t.       |
| 9  | Gert Steegmans  | Davitamon-Lotto    | s.t.       |
| 10 | Iñaki Isasi     | Euskaltel-Euskadi  | s.t.       |

|    | Versenyző        | Csapat            | Idő         |
| -- | ---------------- | ----------------- | ----------- |
| 1  | Tom Boonen       | Quick Step        | 29h 21' 00" |
| 2  | Robbie McEwen    | Davitamon-Lotto   | + 12"       |
| 3  | Michael Rogers   | T-Mobile Team     | + 21"       |
| 4  | Óscar Freire     | Rabobank          | + 25"       |
| 5  | George Hincapie  | Discovery Channel | + 25"       |
| 6  | Thor Hushovd     | Crédit Agricole   | + 27"       |
| 7  | Paolo Savoldelli | Discovery Channel | + 35"       |
| DQ | Floyd Landis     | Phonak            | + 36"       |
| 9  | Vlagyimir Karpec | Caisse d'Epargne  | + 37"       |
| 10 | Serhiy Honchar   | T-Mobile Team     | + 37"       |

## A 2006-os Tour de France összegzése
| Szakasz (nyertese)                      | Összetett pontverseny Maillot jaune | Pontverseny Maillot verd | Hegyei pontverseny Maillot à pois rouges | Fiatal versenyzők pontversenye Maillot blanc | Csapatverseny                      | Legaktívabb versenyző Prix de combativité |
| --------------------------------------- | ----------------------------------- | ------------------------ | ---------------------------------------- | -------------------------------------------- | ---------------------------------- | ----------------------------------------- |
| Prologue (időfutam) (Thor Hushovd)      | Thor Hushovd                        | Thor Hushovd             | nem osztanak                             | Joost Posthuma                               | Discovery Channel Pro Cycling Team | nem osztanak                              |
| 1. szakasz (Jimmy Casper)               | George Hincapie                     | Jimmy Casper             | Fabian Wegmann                           | Benoît Vaugrenard                            | Discovery Channel Pro Cycling Team | Walter Bénéteau                           |
| 2. szakasz (Robbie McEwen)              | Thor Hushovd                        | Robbie McEwen            | David de la Fuente                       | Benoît Vaugrenard                            | Discovery Channel Pro Cycling Team | David de la Fuente                        |
| 3. szakasz (Matthias Kessler)           | Tom Boonen                          | Tom Boonen               | Jérôme Pineau                            | Markus Fothen                                | Discovery Channel Pro Cycling Team | José Luis Arrieta                         |
| 4. szakasz (Robbie McEwen)              | Tom Boonen                          | Robbie McEwen            | Jérôme Pineau                            | Markus Fothen                                | Discovery Channel Pro Cycling Team | Egoi Martínez                             |
| 5. szakasz (Óscar Freire)               | Tom Boonen                          | Robbie McEwen            | Jérôme Pineau                            | Markus Fothen                                | Discovery Channel Pro Cycling Team | Samuel Dumoulin                           |
| 6. szakasz (Robbie McEwen)              | Tom Boonen                          | Robbie McEwen            | Jérôme Pineau                            | Benoît Vaugrenard                            | Discovery Channel Pro Cycling Team | Anthony Geslin                            |
| 7. szakasz (időfutam) (Serhiy Honchar)  | Serhiy Honchar                      | Robbie McEwen            | Jérôme Pineau                            | Markus Fothen                                | T-Mobile Team                      | nem osztanak                              |
| 8. szakasz (Sylvain Calzati)            | Serhiy Honchar                      | Robbie McEwen            | Jérôme Pineau                            | Markus Fothen                                | T-Mobile Team                      | Sylvain Calzati                           |
| 9. szakasz (Óscar Freire)               | Serhiy Honchar                      | Robbie McEwen            | Jérôme Pineau                            | Markus Fothen                                | T-Mobile Team                      | Christian Knees                           |
| 10. szakasz (Juan Miguel Mercado)       | Cyril Dessel                        | Robbie McEwen            | Cyril Dessel                             | Markus Fothen                                | AG2R Prévoyance                    | Juan Miguel Mercado                       |
| 11. szakasz (Gyenyisz Menysov)          | Floyd Landis                        | Robbie McEwen            | David de la Fuente                       | Markus Fothen                                | T-Mobile Team                      | David de la Fuente                        |
| 12. szakasz (Jaroszlav Popovics)        | Floyd Landis                        | Robbie McEwen            | David de la Fuente                       | Markus Fothen                                | T-Mobile Team                      | Daniele Bennati                           |
| 13. szakasz (Jens Voigt)                | Oscar Pereiro                       | Robbie McEwen            | David de la Fuente                       | Markus Fothen                                | Team CSC                           | Jens Voigt                                |
| 14. szakasz (Pierrick Fédrigo)          | Oscar Pereiro                       | Robbie McEwen            | David de la Fuente                       | Markus Fothen                                | Team CSC                           | Salvatore Commesso                        |
| 15. szakasz (Fränk Schleck)             | Floyd Landis                        | Robbie McEwen            | David de la Fuente                       | Markus Fothen                                | Team CSC                           | Stefano Garzelli                          |
| 16. szakasz (Michael Rasmussen)         | Oscar Pereiro                       | Robbie McEwen            | Michael Rasmussen                        | Markus Fothen                                | Team CSC                           | Michael Rasmussen                         |
| 17. szakasz (Floyd Landis)              | Oscar Pereiro                       | Robbie McEwen            | Michael Rasmussen                        | Damiano Cunego                               | T-Mobile Team                      | Floyd Landis                              |
| 18. szakasz (Matteo Tosatto)            | Oscar Pereiro                       | Robbie McEwen            | Michael Rasmussen                        | Damiano Cunego                               | T-Mobile Team                      | Levi Leipheimer                           |
| 19. szakasz (időfutam) (Serhiy Honchar) | Floyd Landis                        | Robbie McEwen            | Michael Rasmussen                        | Damiano Cunego                               | T-Mobile Team                      | nem osztanak                              |
| 20. szakasz (Thor Hushovd)              | Floyd Landis                        | Robbie McEwen            | Michael Rasmussen                        | Damiano Cunego                               | T-Mobile Team                      | Aitor Hernández                           |
| Végeredmény                             | Oscar Pereiro                       | Robbie McEwen            | Michael Rasmussen                        | Damiano Cunego                               | T-Mobile Team                      | David de la Fuente                        |

## Végeredmény

### Az összetett verseny végeredménye
|    | Versenyző             | Csapat                             | Idő            |
| -- | --------------------- | ---------------------------------- | -------------- |
| DQ | Floyd Landis          | Phonak Hearing Systems             | 89 óra 39' 30" |
| 1  | Óscar Pereiro         | Caisse d'Epargne-Illes Balears     | 57"            |
| 2  | Andreas Klöden        | T-Mobile Team                      | 1' 29"         |
| 3  | Carlos Sastre         | Team CSC                           | 3' 13"         |
| 4  | Cadel Evans           | Davitamon-Lotto                    | 5' 08"         |
| 5  | Gyenyisz Menysov      | Rabobank                           | 7' 06"         |
| 6  | Cyril Dessel          | AG2R Prévoyance                    | 8' 41"         |
| 7  | Christophe Moreau     | AG2R Prévoyance                    | 9' 37"         |
| 8  | Haimar Zubeldia       | Euskaltel-Euskadi                  | 12' 05"        |
| 9  | Michael Rogers        | T-Mobile Team                      | 15' 07"        |
| 10 | Fränk Schleck         | Team CSC                           | 17' 46"        |
| 11 | Damiano Cunego        | Lampre-Fondital                    | 19' 19"        |
| 12 | Levi Leipheimer       | Team Gerolsteiner                  | 19' 22"        |
| 13 | Michael Boogerd       | Rabobank                           | 19' 46"        |
| 14 | Marcus Fothen         | Team Gerolsteiner                  | 19' 57"        |
| 15 | Pietro Caucchioli     | Crédit Agricole                    | 21'12"         |
| 16 | Tadej Valjavec        | Lampre-Fondital                    | 26' 25"        |
| 17 | Michael Rasmussen     | Rabobank                           | 28' 33"        |
| 18 | José Azevedo          | Discovery Channel Pro Cycling Team | 38' 08"        |
| 19 | Marzio Bruseghin      | Lampre-Fondital                    | 43' 05"        |
| 20 | David Arroyo          | Caisse d'Epargne-Illes Balears     | 44' 00"        |
| 21 | Patxi Vila Errandonea | Lampre-Fondital                    | 44' 28"        |
| 22 | Patrik Sinkewitz      | T-Mobile Team                      | 49' 01"        |
| 23 | Christian Vandevelde  | Team CSC                           | 50' 19"        |
| 24 | Jaroszlav Popovics    | Discovery Channel Pro Cycling Team | 52' 02"        |
| 25 | Giuseppe Guerini      | T-Mobile Team                      | 57' 59"        |
| 26 | Eddy Mazzoleni        | T-Mobile Team                      | 1h 02' 40"     |
| 27 | José Luis Arrieta     | AG2R Prévoyance                    | 1h 03' 00"     |
| 28 | Pierrick Fedrigo      | Bouygues Télécom                   | 1h 05' 27"     |
| 29 | Vlagyimir Karpecs     | Caisse d'Epargne-Illes Balears     | 1h 07' 18"     |
| 30 | Axel Merckx           | Phonak Hearing Systems             | 1h 09' 28"     |

### Pontverseny
A pontverseny vezetője a Tour de France-on a zöld trikót viseli.
|    | Versenyző         | Csapat              | Pontok |
| -- | ----------------- | ------------------- | ------ |
| 1  | Robbie McEwen     | Davitamon-Lotto     | 288    |
| 2  | Erik Zabel        | Team Milram         | 199    |
| 3  | Thor Hushovd      | Crédit Agricole     | 195    |
| 4  | Bernhard Eisel    | Française des Jeux  | 176    |
| 5  | Luca Paolini      | Liquigas            | 174    |
| 6  | Iñaki Isasi       | Euskaltel-Euskadi   | 130    |
| 7  | Francisco Ventoso | Saunier Duval-Scott | 128    |
| 8  | Cristian Moreni   | Cofidis             | 116    |
| 9  | Jimmy Casper      | Cofidis             | 98     |
| 10 | Oscar Pereiro     | Caisse d'Epargne    | 88     |

### Hegyi pontverseny
A hegyi pontverseny vezetője a Tour de France-on a pöttyös trikót viseli.
|    | Versenyző          | Csapat              | Pontok |
| -- | ------------------ | ------------------- | ------ |
| 1  | Michael Rasmussen  | Rabobank            | 166    |
| 2  | David De La Fuente | Saunier Duval-Scott | 113    |
| 3  | Carlos Sastre      | Team CSC            | 99     |
| 4  | Fränk Schleck      | Team CSC            | 96     |
| 5  | Michael Boogerd    | Rabobank            | 93     |
| 6  | Damiano Cunego     | Lampre-Fondital     | 80     |
| 7  | Cyril Dessel       | AG2R Prévoyance     | 72     |
| 8  | Levi Leipheimer    | Team Gerolsteiner   | 66     |
| 9  | Andreas Klöden     | T-Mobile Team       | 64     |
| 10 | Oscar Pereiro      | Caisse d'Epargne    | 63     |

### Fiatalok versenye
A 25 év alattiak közül a legjobb a Tour de France-on a fehér trikót viseli.
|    | Versenyző          | Csapat              | Idő          |
| -- | ------------------ | ------------------- | ------------ |
| 1  | Damiano Cunego     | Lampre-Fodintal     | 89h 58' 49"  |
| 2  | Markus Fothen      | Team Gerolsteiner   | + 38"        |
| 3  | Matthieu Sprick    | Bouygues Télécom    | + 1h 29' 12" |
| 4  | David De La Fuente | Saunier Duval-Scott | + 1h 36' 00" |
| 5  | Moisés Dueñas      | Agritubel           | + 1h 48' 40" |
| 6  | Thomas Lövkvist    | Française des Jeux  | + 1h 52' 54" |
| 7  | Francisco Ventoso  | Saunier Duval-Scott | + 2h 22' 03" |
| 8  | Joost Posthuma     | Rabobank            | + 2h 32' 41" |
| 9  | Benoît Vaugrenard  | Française des Jeux  | + 2h 33' 12" |
| 10 | Pieter Weening     | Rabobank            | + 2h 36' 44" |

### Csapatverseny
A legjobb csapat tagjai a Tour de France-on sárga rajtszámot viselnek.
|    | Csapat                             | Idő          |
| -- | ---------------------------------- | ------------ |
| 1  | T-Mobile Team                      | 269h 08' 46" |
| 2  | Team CSC                           | + 17' 04"    |
| 3  | Rabobank                           | + 23' 26"    |
| 4  | AG2R Prévoyance                    | + 33' 19"    |
| 5  | Caisse d'Epargne                   | + 56' 53"    |
| 6  | Lampre-Fodintal                    | + 57' 37"    |
| 7  | Team Gerolsteiner                  | + 1h 45' 25" |
| 8  | Discovery Channel Pro Cycling Team | + 2h 19' 17" |
| 9  | Euskaltel-Euskadi                  | + 2h 26' 38" |
| 10 | Phonak                             | + 2h 49' 06" |